# 騎乗停止
騎乗停止（きじょうていし、英語:suspension）とは競馬において反則を犯した騎手に対して与えられる制裁である。騎乗停止になる理由は様々であるが、危険度が高いなどの場合には長期間の騎乗停止ということもあり得る。

## 日本

### 中央競馬

#### 日本中央競馬会競馬施行規程
騎乗停止処分は日本中央競馬会競馬施行規程第137条を根拠とする。日本中央競馬会競馬施行規程第10章は「制裁等」として馬主、調教師、騎手、調教助手、騎手候補者又は厩務員に対する制裁などを定めており、第137条では制裁の種類として調教若しくは騎乗の停止、過怠金の賦課、戒告、競馬関与の禁止又は停止を定めている。
規程第138条に定める競馬関与の禁止又は停止となった場合には騎乗停止となる。規程第138条以外の理由による騎乗停止に関しては規程145条に定められている。
- 規程145条による騎乗停止
  - 規程120条第1項（後検量）の違反[1]
  - 規程110条第1号・第3号（発走に関する規定）違反、規程111条（競走に関する規定）違反[1]
  - 競走の公正を害し、又は競走に支障を生じさせた騎手[1]
- 規程146条による騎乗停止
騎手が競馬法違反で起訴された場合その他競馬の公正を害するおそれがあると認められる刑事事件で起訴された場合（その裁判が確定するまでの間）[1]
- 規程147条による騎乗停止
  - 規程第94条から第96条までの違反、規程第103条違反など[1]

中央競馬所属の騎手の場合には、競馬の開催は毎週土曜日と日曜日に行われるのが原則であるため、例えば2日間の騎乗停止を科されると、一部の例外を除いて、基本的には2週後の土曜日と日曜日の競馬には騎乗できない。また、平日に行われる地方競馬での地方馬と中央馬の交流競走も騎乗停止期間中は騎乗できず、また日本国外での騎乗も出来ない（騎乗停止中は海外遠征の届出が許可されないため）。競走中の事由による騎乗停止の場合、開催日4日間などの騎乗停止となるが、開催日4日間の騎乗停止の場合は「土・日～（翌週）土・日」の期間が騎乗停止となるため、実質的に1週間は中央・地方・日本国外全ての競走に騎乗できない事になる。
また、同一騎手が同一競走、または同一開催日および同一開催週に複数回の騎乗停止規則に抵触する走行があった場合はその分期間が延長される。
一例として、吉田豊は2009年5月10日に施行されたNHKマイルカップにおいて、サンカルロに騎乗したが、
1. 第4コーナーで外側に斜行した際、アイアンルックの走行を妨害
2. 直線走路でダイワプリベールの走行を妨害

と、同一競走において2度の走行妨害を行ったとして、同年5月16日から6月7日の合計開催日8日間（1開催相当　前者は5月24日まで、後者は5月25日からそれぞれ開催日4日間ずつの扱い）の騎乗停止を受けた。サンカルロは8位入線から18着降着となった。
1976年までは騎乗停止は次の競走から即刻適用されていたが、1977年以降は翌日からの騎乗停止を基本とし、前日発売の競走に騎乗している場合は翌日の騎乗は可能としていた。1994年からは騎乗停止をファンに広く伝えるために騎乗停止の開始日を翌週の土曜日からとし、さらに2020年からは騎乗停止期間の開始を「原則として審査対象となったレースから数えて2週間後の最初の開催日」（例・1月5日に騎乗停止の処分を受けた場合、従来であれば1月11日を基点としていたが、これが1月18日を基点とする）に変更された。これは「処分の統一的運用や不服申し立ての審理・審査の確保、並びに国際的なルールの調和などの観点」によるもの。ただし、粗暴な行為、あるいは油断騎乗（楽勝ペースでゴールに駆け抜けようとした際に追う動作を緩め、敢闘精神に著しく欠ける騎乗があった場合や不注意行為があった場合他）によるものや、加重制裁での騎乗停止の場合は、発覚の当日もしくは翌日、あるいは翌週からの適用となる場合がある。
なお、故意的に騎手を落とした場合（未遂も含む）、馬体故障および鞍ズレなどの異常以外の理由で意図的に競走を中止した場合、騎手本人のドーピング行為、重大な不祥事（触法行為など）、騎手としての注意義務の違反行為などがあった場合は、長期もしくは無期限の騎乗停止、最悪の場合は騎手免許が取り消されることもある。
交通事故や犯罪行為などの法令違反、騎手としての重大な非行行為などが認められた場合は、通常は事案発生の段階で「裁定委員会の議定があるまで」暫定的に騎乗停止とされ、裁定委員会の議定を経て、騎乗停止期間が正式に決定される。その際は裁定委員会の裁定以前の騎乗停止期間を含む形で、正式な騎乗停止期間とされる。
- 一例として、暴力行為で刑事立件された騎手のケースでは、各裁判所（あるいは簡易裁判所）での刑事罰（罰金刑）の確定をもって「裁定委員会の議定があるまで（暫定的に）騎乗停止」となり、第1回の裁定委員会で処分の内示が出され、行政手続法による当該騎手に対する弁明機会が付与された後、その後の第2回の裁定委員会で処分が正式決定となっている[4]。暫定的に「裁定委員会の議定があるまで騎乗停止」となる始期はこれに限らず、事案発覚時[5]や警察など捜査機関による逮捕・検挙[6]などの事実が判明した時点など、発効始期はその都度決定される。

近年は動物愛護の観点から、JRAでも諸外国でも運用されている鞭の使用回数についての規定が設けられているため、「鞭の過剰使用」（2023年以降はレース中5回まで）の場合、1年の間に7度目に同様の処分を受けた場合は騎乗停止1日、8度目以上の場合は騎乗停止2日となる運用が行われている。
一方で情報技術の発達もあり、安易に携帯電話などの通信機器を業務エリア（調整ルームなど）内に持ちこめる環境が生じており、2023年は後述のJRAでの若手騎手複数人の騎乗停止処分など、中央・地方、さらに若手・ベテラン騎手を問わず情報機器の業務エリア使用による騎乗停止処分となる制裁が連続的に発生しており、処分も1年の騎乗停止となる厳罰となる事案が発生するなど、深刻な問題となっている（後述）。

#### 基本的な騎乗停止期間
- 2004年までは馬の癖などでの軽減、あるいは重過失や故意の落馬などによる増加はあったが、基本開催日6日間（適用期間の初日は上述の通り）の騎乗停止であった。
- 2005年からこれが大幅に変更され、基本的な騎乗停止は制裁を受けた次週最初の開催日からの開催日4日間。馬の癖などによるものは同2日間。重過失や故意の落馬など悪質な場合は同6日（またはそれ以上）。
  - ただしごく軽微と判断したものは1日間のみとすることもある。
- 2012年からは「馬の癖によるもの」の中で「予測が難しい急激な動き」や「大きく逃避して制御が難しい」ものについては戒告にとどめ、また不注意騎乗による走行妨害では「馬の動きが小さいなどの考慮すべき理由があると判断したもの」については騎乗停止2日間に短縮されることとなった[8]。
- 2013年度から降着・失格の制度見直しが行われ、降着・失格となるケースを減らすこととした。それまでは過失・妨害行為の程度と騎乗停止日数の関係が公式に示されていたが、2013年以降は、具体的にどのような行為によってどのような制裁が加えられるかが公式には明かされていない。1月20日には、新制度下で行われた重賞において初の騎乗停止処分が行われたが、それは従来であれば降着となるようなケースにおいて、降着をなくす代わりに騎乗停止日数を開催日2日分増やしただけのものであったため、マスコミからは悪質な騎乗に対する抑止効果が疑問視されている[9]。
- また、ごく短期間（3か月以内）に同じ不注意・悪質走行を繰り返した場合は、制裁をさらに加重する場合がある。

#### 外国人短期騎手免許に対する影響
外国人騎手のうち短期騎手免許を取得して騎乗している場合、当該年度の短期免許期間内におけて騎乗停止を2度受けた（または制裁点数が30点を超えた）場合、翌年度（免許終了日から起算して1年間）短期騎手免許を発給しない運用が2011年から導入されている。また、当該年度の免許期間内におけて騎乗停止1回かつ制裁点数が15点を超え30点以内の場合、翌年度の短期免許期間は通常最大3か月のところ最大2か月に短縮される運用も2017年から導入されている。前者の発給制限については、2010年に短期免許を受けたクリストフ・スミヨン（当該年制裁点30点超過）とダグラス・ホワイト（当該年騎乗停止2回以上）について、翌2011年度に適用されている。2022年に短期免許を受けたクリスチャン・デムーロも当該年の短期免許期間中に騎乗停止処分を2度受けたため、翌2023年度の短期騎手免許発給制限対象となった。2023年のダミアン・レーンは期間内の騎乗停止はなかったものの、当該年の制裁点が30点を超過したため、免許期間終了日より起算し1年間の短期騎手免許発給制限対象となった。

### 中央・地方間の騎乗停止の相互適用
他の主催者から騎乗停止処分を受けた場合、所属している主催者からも騎乗停止の処分が下されることがある（中央競馬の場合、日本中央競馬会競馬施行規程第147条17号、18号）。主催者毎に開催日数が異なることと、騎乗停止の処罰の基準が異なるため、要因が同じでも騎乗停止期間が異なる場合がある。なお、騎乗停止期間は、すでに出馬投票が終了して騎乗が決定している競走がある場合、そのまま騎乗することとなり、騎乗停止期間の始期が翌開催日からに持ち越される。

### 日本国外の競馬で騎乗停止を受けた場合
日本国外で騎乗停止が課された場合であっても、騎手の国籍に関係なく騎乗停止が課される（JRAの騎手の場合には、日本中央競馬会競馬施行規程第147条18号が適用）。日本国外の関係機関から日本中央競馬会 (JRA) または地方競馬全国協会 (NAR) への報告により騎乗停止の日数が決定される。JRAの騎手では、福永祐一が2002年12月15日に行われた香港カップにエイシンプレストンで出走した際、外側に斜行したため12月16日から実効4日間の騎乗停止処分を受けた。これに伴い、JRAは12月16日以降の最初の開催日である12月21日から4日間の騎乗停止処分を行った。ただし、騎乗停止処分後も引き続き日本国外で騎乗する場合には、日本国外で騎乗停止を消化すれば、JRAならびに地方競馬の各主催者での追加の処分は行われない。

### 不服申し立て
日本中央競馬会競馬施行規程第10章第154条、第155条に基づき、騎乗停止などの制裁を受けた騎手は、裁定委員会に不服申し立てを行うことができる。
なお、競馬開催日の競走において騎乗停止処分を受けた場合、不服申し立て期間は事案が発生した翌日から起算して2日間設けられており、次の出馬投票日（中央競馬の通例では木曜日）までに申し立て期間が満了しない場合（不服申し立てがなければ）翌開催週に騎乗停止の始期が先送りされる（2019年まで。2020年より前述の通り騎乗停止の始期が審査対象から2週間後の最初の開催日へ変更されている）。
このケースが適用された事例として、2018年2月13日の小倉競馬第2日第7競走での内斜行で9日間（開催日4日間）の騎乗停止処分を受けた古川吉洋の例がある。本来ならば当該競馬は前日の2月12日に実施予定であったが、積雪による開催中止で翌13日に代替競馬が開催されたことにより、出馬投票が行われる木曜日（同月15日）までに不服申し立て期間が満了しないため、翌開催週の同月24日を騎乗停止の始期とすることとなった。

## 英国
イギリスでは動物愛護の観念からレース中に馬に対して鞭を叩くのは7回までという決まりがある。それ以上叩いた場合には4日程度の騎乗停止が課される。日本人騎手では、武豊がゼンノロブロイに騎乗したインターナショナルステークスで、上記の処分を受けている。この時、武は引き続き海外遠征を行っており、騎乗停止処分を現地で消化したため、JRAでの処分は行われなかった。2009年シャーガーカップに出場した内田博幸も同様の処分を受けたが、すぐに帰国したことで現地で騎乗停止期間を消化できなかったため、こちらは8月22日から8月30日まで開催4日間JRAでの騎乗停止処分を受けた。

## 香港
香港では2004-05シーズン（香港は開催周期が日本と異なる）より騎乗停止延期制度が導入された。
2006年12月に行われたインターナショナルジョッキーズチャンピオンシップに参加した武豊が落馬事故の原因となったため6日間の騎乗停止処分を受けたが、直後の香港マイル・香港カップや2週後の有馬記念など3レースの騎乗を控えていたため、現地の裁決委員の裁量により有馬記念翌日の12月25日を始期として延期された。なお、2011年12月に行われた香港スプリントに騎乗した池添謙一がケアレスライディング（進路妨害）により3日間の騎乗停止処分を受けたが、JRAでの騎乗停止処分を消化した期間である12月26日（有馬記念翌日）から1月4日まではJRA主催のレースは行われない。池添に地方・国外競走の予定は無かったため、実効0日の処分を受けた例がある。

## 主な騎乗停止事例
特に記載がない場合は、JRA所属騎手を表す。また、競馬統括団体が不明の場合、および競馬統括団体が存在していない場合は、騎手が所属している国あるいは地域を記載している。
なお、騎乗停止期間の「開催日X日間」の部分はJRAでの開催を基準としたものである。この騎乗停止の期間にJRA以外の競馬開催(NARや海外競馬など)での騎乗が既に入っていても、騎乗停止期間は国際的に適用されるため、騎手によっては騎乗停止による影響は甚大となることもある。

### 注意義務違反による騎乗停止
- 穂苅寿彦

同騎手は1998年4月11日の中京競馬第4競走でスイートコーンに騎乗するが負担重量51.0kgのところ、減量に失敗し既定の重量を突破してしまったため、前検量の際に故意に下腹帯と鐙の鉄を外して計量し、それらを装着してレースに騎乗した。その後、同馬が6着に入線し後検量の義務が生じた事から、検量したところ51.7kgある事が判明し、前述の不正事実が発覚した。このことは騎手としての注意義務を怠ったとして、同年4月12日から5月11日の30日間の騎乗停止となった。本来ならば翌週から適用されるところ、例外として翌12日から騎乗停止となった。
- 黛弘人

2011年2月26日の小倉競馬第12競走でメジロガストンに騎乗し、決勝線手前で先頭に立ったが、2完歩ほど追う動作を緩めて馬上で立ち上がる状態となり、この結果ショウナンスマイルに逆転され2着となった。このことが裁決委員の判断により油断騎乗による注意義務違反とみなされたため、同年2月27日から3月28日の30日間（開催日9日間相当）騎乗停止となった。本来騎乗停止は上記の通り、騎乗停止の対象となった競走が行われた次週の最初の開催日（この場合は3月5日）から適用されるところだが、油断騎乗による注意義務を怠ったとして、例外としてこの翌日の27日からの適用となった。
- 北村友一

2013年6月29日の中京競馬第12競走においてミッキーホワイトに騎乗し、メイショウユメゴゼと叩き合いとなった際、外側に大きく斜行してメイショウユメゴゼに不利を被らせた。レースは降着とはならず到達順位通りミッキーホワイトの1着で確定したが、北村は同年6月16日の函館競馬第11競走（函館スプリントステークス、スギノエンデバーに騎乗）で不注意騎乗を行い実効2日間の騎乗停止処分を課され、この週から戦列に復帰したばかりであったため「短期間に不注意騎乗を繰り返した」として、その次週から開催日8日間の騎乗停止を受けた。
- 原田敬伍

同騎手は2013年6月8日の第10競走に体重調整ができずに体重超過となったため他騎手へ乗り替わりとなり、2日間騎乗停止が科せられたが、翌2014年2月2日の第1競走で同様の体重超過が発生した為、加重制裁として30日間の騎乗停止処分を受けた。
なお、同騎手は騎乗停止明け後の2014年4月24日、一身上の都合による本人申請により騎手免許が取り消された。
- リチャード・エノン（JRA短期免許）

2014年4月12日に行われた福島競馬第4競走（障害戦）においてノエルキャロルに本来59kgの負担重量で騎乗するところ、体重調整に失敗し体重超過となった上、脱水症状を発症したため騎乗できず、騎手変更となった。これを受けてJRAはその次の週に当たる4月19日及び翌20日の2日間騎乗停止とする制裁を行った。
ところが、騎乗停止明けの4月26日の福島競馬第5競走（同上）においてオウケンウッドに本来60kgの負担重量で騎乗する予定だったところ、再び体重調整に失敗し、予定重量から0.5kg重い60.5kgで騎乗（結果は10着）した。このことについて、JRAでは加重制裁として翌4月27日から5月26日までの30日間（開催日9日間相当）騎乗停止とする制裁を行った。これも本来であれば騎乗停止は対象の競走が行われた次の週の最初の開催日（この事例では5月3日）から適用されるべきところを、短期間に同じ過ちを繰り返して行った重要な注意義務違反であることを重視した例外として、翌日の開催から適用したものである。
- ルイス・コントレラス（JRA短期免許）

2016年2月6日に実施された騎手の薬物使用検査（ドーピング検査）で、「麻薬及び向精神薬取締法」により禁止されている麻薬の一種「オキシコドン」が検出された。JRAによる騎手のドーピング検査は2003年4月に開始されたが、開始以来初の陽性反応を検出したことで、同月11日より裁定委員会の議定があるまで騎乗停止処分となった。本人の弁明では「メキシコで落馬負傷した際に処方を受けた「オキシコドン」が別の薬（のどの痛み止め）のビンに混入、気が付かないまま日本に持ち込み誤飲した」と釈明したが、3月4日に開かれた裁定委員会の議定により、2月11日から3月10日まで30日間の騎乗停止処分となった。
なお、同騎手に関しては2月29日付でJRAの短期免許が満了となったが、JRAは同騎手に対しては今後5年間は短期免許の発行を行わないことを明らかにしている。
- 木幡育也

同騎手は2017年9月10日に実施された騎手の薬物使用検査（ドーピング検査）で、対象薬物として指定されている利尿剤「フロセミド」が検出された。JRAの事情聴取に本人は「落馬による怪我で、浮腫が取れないために母親からもらったものを使用。常用はなかった」と弁明したが、検査前の申告がなかったことを重視し、採決委員の専権で同年9月14日から10月13日まで30日間の騎乗停止となった。
- 山田敬士

同騎手は2018年10月13日の新潟競馬第6競走でペイシャエリートに騎乗した際、コースを2周するダート2500mの競走であったが競走距離を誤認。1周目のスタンド前直線でスパートをかけ、先頭でゴール板を通過した後にレースを終えようとしてしまった。後続馬に抜かれて慌てて隊列に復帰したものの、1着から4秒8差離れた最下位となり、JRAは翌日から裁定委員会の議定があるまでの騎乗停止処分を課した。その後の裁定委員会の議定により、騎手としての注意義務を著しく怠ったものと認め、2019年1月13日まで騎乗停止処分となった。なお、山田の騎乗停止解除後初騎乗はペイシャラトゥール、同初勝利はペイシャボムと、いずれもペイシャエリートと同じ馬主の所有馬で記録している。
- 木間塚龍馬（千葉県競馬組合）

同騎手は2021年5月5日の船橋競馬第8競走でマラニーノに騎乗していたが、前の馬に接触して落馬し、同馬は空馬のままコースを逆走するに至った（他に1頭が巻き込まれて落馬）。同競走は競走全般に重大な支障があったとは認められず、レースは到達順位どおり確定したが、木間塚は「進路選定判断の誤りによる落馬」が認められ、同年5月10日・11日の2日間の騎乗停止処分が科された。
- 大山龍太郎（兵庫県競馬組合）

同騎手は2021年6月17日の園田競馬第7競走でヨハネスボーイに騎乗した際、コースを1周半で行われるダート1870mの競走であったが競走距離を誤認し、1周目の直線から鞭を連打して、ゴール板通過後に減速。その後向正面で後続馬に交わされ隊列に加わったが、最下位の第9着で入線した。このことは騎乗法に適切を欠いたと認められ、次回騎乗となる当日第8競走以降、騎乗予定の4鞍が即刻騎手変更となり、大山は同年6月18日から8月4日まで開催日20日間の騎乗停止処分が科された。また、連座して所属調教師の坂本和也も「指導監督不十分」と認められ、同年17・18日の2日間の賞典停止処分となった。
- 西谷凜

同騎手は2022年2月19日の小倉競馬第1競走でサフランブライトに騎乗予定であったが、体重調整が出来ず騎手変更（当該週の騎乗予定11頭がすべて騎手変更）となったことについて、2022年3月5日から4月3日まで30日間（開催日11日間相当）の騎乗停止処分となった。なお、同騎手は2021年5月1日にも体重調整の失敗から脱水症を発症し騎手変更となったことについて、5月15日から16日まで2日間の騎乗停止処分を受けたほか、過去数度にわたり負担重量に関する注意義務を怠ったことを理由に戒告などの処分を受けている。
また、同騎手は2022年4月23日の福島競馬第1競走においてもダンツカプリに騎乗する際、騎乗前の検量で本来53kgで騎乗するところを0.2kg超過していることが判明した。レースについてはそのまま騎乗し9着となったが、レース後の事情聴取により保護ベストのクッションを抜いていたことがさらに判明した。前述の通り、同年2月に30日間の騎乗停止処分を受けたにもかかわらず、短期間で負担重量に関する注意義務を怠ったことから、さらなる加重制裁として、本来は騎乗停止の始期が2週間後の5月7日からであるところ、問題が発覚した翌日である4月24日から裁定委員会の議定があるまで騎乗停止処分となった。その後の同年6月2日の裁定委員会の議定により、騎手としての注意義務を著しく怠ったものと認め、同年7月23日まで騎乗停止処分となった。
その後、同騎手は同年10月31日限りで騎手免許を返上し引退、調教助手に転業することとなった。
- 横山和生

同騎手は2022年10月3日（現地時間）にフランス・パリロンシャン競馬場で行われた凱旋門賞でタイトルホルダーに騎乗したが、本馬場入場後に予定していたパレードに加わらなかったため、裁決委員から説明を求められた。その際、前の馬が動くと緊張するため、直接発走地点に向かったと関係者を通じて伝えたものの、パレード参加への努力を怠ったとして、フランス・ギャロより2022年10月16日から20日までの5日間の騎乗停止処分を受けた。なお、前述の日本中央競馬会競馬施行規程第147条18号が適用され、帰国後の裁定委員会の議定の結果、同一期間の10月16日から20日まで（中央競馬開催日における実効として10月16日のみ）の騎乗停止処分となった。
- 松山弘平

同騎手は2024年8月3日は新潟競馬場、翌4日は札幌競馬場で騎乗予定であり、3日は新潟競馬で最終第12競走まで騎乗した後に、翌4日朝に新潟から直接札幌へ現地入りする予定であったが、航空券の購入において錯誤し搭乗予定であった便に搭乗できず、急遽羽田空港経由で現地入りとなったため、騎乗を予定していた第7競走（発走：13時15分）の前検量時刻に間に合わず、西村淳也に騎手変更となった（他の騎乗予定2鞍は騎乗可能であった）。JRAはこの件に対し松山に同年8月17・18日の開催日2日間の騎乗停止処分を科した。

### 稀有な事例
- 徳吉一己

1993年2月27日の中山競馬第7競走でセントバルカンに騎乗し第1位で入線したが、進路妨害が認められ第6着に降着となった。通例であれば、当時の規定で翌28日から開催日6日間の騎乗停止処分が下るところ、同騎手は2月28日付をもって騎手を引退することになっていたことから、翌28日（開催日1日）のみの騎乗停止処分となった。
- 四位洋文

2020年2月29日の阪神競馬第5競走でナリタアレスに騎乗し第3着となったが、進路妨害が認められ（降着に至らず）、3月14日から21日まで開催日4日間騎乗停止処分が下った。しかし同騎手は2月29日付をもって騎手を引退することになっていたことから、処分自体が実効性がないものとなった。
- 的場文男（特別区競馬組合/東京都騎手会）

同騎手は2017年12月30日の大井競馬最終競走終了後、「緊急性を要する親族との面会」を目的とした外出許可願を提出し外出したが、酒酔い状態で帰所したことで、調整ルームに関する開催執務委員長の指示事項に違反したとして、翌2018年1月4日、5日の騎乗停止処分を科された。
- 原優介

同騎手は2021年12月27日の大井競馬第9競走「2021YJSファイナルラウンド大井 第2戦」でアイエンジェルに騎乗し第6着となったが、第3コーナーにおいて外側に斜行し他馬の走行を妨害（4頭が落馬）、降着処分は下されなかったが大井競馬裁決委員より2021年12月29日から2022年1月1日まで4日間の騎乗停止処分を受けた。JRAは「中央競馬と地方競馬間における処分の相互適用実施要領」に基づき、地方競馬主催者が科した騎乗停止期間（日程）をそのまま適用し、同日間の騎乗停止処分とした（実質的に中央競馬において制裁自体、有効性がないものとなった）。さらに同騎手は「2021YJSファイナルラウンド大井 第2戦」では8ポイントを獲得していたが、騎乗停止処分を受けたため第2戦で獲得したポイントを剥奪された（第1・3・4戦のポイントはそのままとなった）。
- 笹川翼（特別区競馬組合）

同騎手は浦和競馬開催中の2023年11月22日、主催者が配車した車を無断で途中下車した。このことが開催執務委員指示事項違反とされ、翌23日の浦和競馬は「公正保持」のため騎乗予定であった5鞍がすべて騎手変更となった。埼玉県浦和競馬組合は同月23・24日の2日間の騎乗停止処分を科した。
- 渡邊準己（ホッカイドウ競馬）

同騎手は2024年12月1日に騎手免許を取得し、ホッカイドウ競馬が冬季休催期間中となる2025年2月18日に冬季期間限定騎乗受け入れ先の笠松競馬でデビューする予定であったが、体重調整に失敗し騎手変更となり競馬の公正を害したとして、岐阜県地方競馬組合から同日及び19日の騎乗停止処分を受けた。このため、当日予定されていた歓迎セレモニーは中止となった。その後、渡邊は予定されていた同年3月24日までの予定を切り上げ、結果的に笠松での騎乗機会がないまま、同年2月22日をもって笠松での期間限定騎乗を終了することとなった。

### 非行事例・粗暴な行為
- ヴィクター・カレロ（アメリカ合衆国）

2002年12月に開催されたアケダクト競馬場の競走（詳細不明）で、ゴール後に故障が発生して予後不良となった競走馬のサルタートに対して、安楽死措置を実施する直前に、同馬に対して鞭とダートの塊を投げ付ける競走馬への虐待行為が問題視され、その結果、カレロに対して罰金2000アメリカドルと15日間の騎乗停止処分を同競馬場の裁決委員より言い渡され、即日発効した。
- ビクター・モリーナ（アメリカ合衆国）

2007年6月に開催されたフィラデルフィアパーク競馬場の競走（詳細不明）で、騎乗予定であった競走馬のイェスイェスオーイェスが発送直前にゲート内で大暴れした結果、競走除外となったことには立腹し、同馬の馬体に対してキックを入れたことで、これが虐待行為と判断され、その結果、同競馬場の裁決委員により30日間の騎乗停止処分となった。
- ジェレミー・ローズ（アメリカ合衆国）

2008年6月23日にデラウェアパーク競馬場の第3競走（詳細不明）で、最後の直線で競り合いに負けて1着を逃した競走馬のアピールトゥザシティの顔に鞭を入れたことで、この件が競走馬に対する虐待行為と判断され、裁決委員とデラウェア州サラブレッド競馬委員会(DTRC)が問題視した上で審議をした結果、ローズに6ヶ月の騎乗停止処分を下した。当時DTRCの常務理事であったジョン・ウェインは「このような事を大目に見ることはありません」と、この処分に対してコメントを残している。なお、アピールトゥザシティはこの行為で目の部分に怪我を負い、ペンシルバニア州のニューボルトン・センターに搬送されて治療された。
- 北村友一

2013年11月2日の京都競馬第2競走終了後、検量裁決室内で机を投げ倒す粗暴な行為を行ったため、これに対して7日間（開催日2日間）の騎乗停止が科された。北村はこの直前、当該競走における進路妨害によって騎乗停止の制裁を受けており、その期間（9日間、ただし開催日4日間）に加重する形となっている。
なお、暴力行為による騎乗停止は、1999年に吉田豊を木刀などで殴打した後藤浩輝に対して科されたものをはじめ、過去に複数の事例があるが、人的被害が与えられなかった物損行為に対して騎乗停止が科されるのは初めてのことである。
- 山崎亮誠

同騎手は2014年2月27日付で、「日本中央競馬会競馬施行規定第147条・第20号 競馬の公正確保についての業務上の注意義務を負う者としてふさわしくない非行のあった者」の違反行為に抵触した（詳細は公表されておらず不明）として、裁定委員会の議定があるまでの間、騎乗停止とする処分を行った。
なお後日、山崎から騎手免許の取り消し申請が行われ、2014年3月19日付で騎手免許が取り消された。
- 御神本訓史（特別区競馬組合）

本来は情報の外部漏洩を防ぐため、入室許可を得ていない部外者を騎手調整室に無断入室させることを禁じているが、同騎手は2013年2月から2014年11月にかけての合計14回にわたり、部外者を「施術師である」と虚偽申請して入室（事実上無断入室）させたとして、3月2日から4月10日の40日間（開催期間30日）の騎乗停止の処分とした。
同騎手は2015年5月31日をもって失効する南関東地区の騎手免許更新のための試験を受験し、不合格となった。これは筆記・面談の審査に加え、これまでの業績などを考慮したうえで地方競馬全国協会の関係者と第三者機関による免許試験委員会の審査により交付を決定するものであり、御神本は2017年4月発効の騎手免許（新規）試験に合格し、同年4月1日付で騎手免許が交付されるまでの約2年間を厩務員として過ごした。
- 木幡育也

同騎手は2017年12月14日付で、「日本中央競馬会競馬施行規定第147条・第20号　競馬の公正確保についての業務上の注意義務を負う者としてふさわしくない非行のあった者」の違反行為に抵触した（詳細は公表されておらず不明）として、裁定委員会の議定があるまでの間、騎乗停止処分となり、翌2018年1月4日の裁定委員会の議定で、2017年12月14日から2018年3月13日まで3か月の騎乗停止処分となった。
- 瀧川寿希也（神奈川県川崎競馬組合）

同騎手は自身のSNSアカウントにおいて、他の職業を差別する発言、事実や法令を無視した発言等を繰り返し「競馬の信用を失墜させた」として、2019年5月13日から16日まで4日間の騎乗停止処分を科された。また、以前にもSNSにおいて不適切な投稿を繰り返したとして、同年4月1、2日においても騎乗停止処分が科されていたが「レース外の事例のため、4月の処分については公表すべき案件ではない」と組合は処分を公表していなかった。なお、瀧川は同年3月28日の浦和競馬を最後に騎乗しておらず、同年8月16日付で騎手免許を返上し、引退した。現在はTwitterやYoutubeで競馬予想を行うYouTuber兼競馬評論家に転身した。
- 見越彬央、福原杏（埼玉県浦和競馬組合）

両騎手は競馬予想ファンが交流するSNS上の「オンラインサロン」のオフ会にゲストとして参加し、会員負担で飲食などの提供を受けたことが、競馬の公正を害する恐れのある者との交際・礼儀の範囲を超えた接待を禁じた埼玉県浦和競馬組合の地方競馬実施条例に基づく管理者指示事項に違反したため、2021年3月8日より19日まで実効10日間の騎乗停止処分を科された。
- 佐原秀泰、山崎雅由（高知県競馬組合）

両騎手は2021年3月17日に攻め馬の際に厩舎において他の騎手に対し暴力行為を行い、被害騎手が負傷し騎乗変更となったことで競馬の公正を害したことで、佐原は同年3月23日から4月24日まで実効10日間の、山崎は3月28日から30日まで実効2日間の騎乗停止処分を科された。
- 岩田康誠

同騎手は2021年4月24日の阪神競馬第6競走の馬場入場後、返し馬の際に他馬騎乗の藤懸貴志に対して馬でラチ沿いまで幅寄せしうえ、暴言を吐くなど粗暴な行為を行ったため、日本中央競馬会競馬施行規程第147条第20項（競馬の公正確保について業務上の注意義務を負う者としてふさわしくない非行のあった者）により、開催翌日の同月25日から5月8日まで開催日4日間の騎乗停止処分を科された。同騎手は第2競走で採決室での藤懸の対応に不満を抱いており、そのことが原因で当該行為に及んだという。
- 水野翔（岐阜県地方競馬組合）

同騎手は2021年3月に、かつて他競馬場所属で現在は競馬予想家・評論家で先述の瀧川寿希也元騎手がSNSにおいて実施した懸賞に応募し、当選したことで現金10万円を収受していたことが同年5月に判明。岐阜県地方競馬組合の地方競馬実施条例に基づく管理者指示事項に違反したため、2021年5月25日から15日間の騎乗停止処分を科された。なお、水野は2021年8月の騎手免許更新を行わず、引退となった。
- 赤津和希（埼玉県浦和競馬組合）

新型コロナウイルス感染拡大の最中、主催者から忘年会開催の自粛が要請されていた2021年12月11日、さいたま市内のスナックで開催された忘年会に参加し、同席した厩務員1名が、上半身裸になり身体に手指消毒用アルコールジェルを塗った別の同席者1名に、ふざけてライターの火を近づけたところ引火し、同席者は火傷を負って救急搬送され、厩務員は逮捕された（後に不起訴）。このことに関し同組合は2022年2月21日、一連の不祥事が競馬の信用を失墜する行為に当たるものとして、参加関係者に対し職分や関与の度合いに応じた処分が行われ、同騎手は開催日4日間の騎乗停止処分を受けた。また、同様に参加していた騎手の見越彬央には戒告処分が下されている。
- ピエールシャルル・ブドー（フランスギャロ）

2021年5月に女性に対する強制猥褻行為を行ったとして起訴されたため、5月14日から3か月の騎乗停止処分が科せられた。その後、同年8月13日に騎乗停止期間を更に6か月延長された。さらに2022年11月8日、フランス内務省（日本の法務省に相当）よりフランスギャロに対し、同騎手の免許を取り消す要請があったため、フランスギャロがこの内容を精査して処分内容を検討した結果、同騎手は騎手免許を取り消された。
- ジョフレ・モーラ（エクアドル）

2022年9月18日にエクアドルで行われたエクアドルダービーで、ジョフレ・モーラがルイス・ウルタードをパンチを入れて故意に落馬させたとして、騎乗競走馬に失格処分とし、自身には無期限の騎乗停止処分が科せられた。
- クリストフ・スミヨン（フランスギャロ）

2022年9月30日にサンクルー競馬場で行われたトーマス・ブライアン賞で、レース中に馬上から肘鉄で他馬に騎乗していたロッサ・ライアンを落馬させる危険な妨害行為を行ったとして、同年10月14日から12月12日まで60日間の騎乗停止処分が科された。同騎手は約3年ぶりにJRAの短期騎手免許を取得を予定し日本での騎乗を予定していたが、騎乗停止処分により天皇賞（秋）でのジオグリフの騎乗等が不可能となった。加えてアガ・カーンスタッドとの主戦騎乗契約が解除されている。さらに先述のブドーと同じく、同騎手に対してもフランス内務省の要請により、フランスギャロにより同騎手の免許取消または騎乗停止期間の6か月延長が検討されていたが、ブドーとは異なり、内務省からの要請内容を検討した結果、免許取消処分の要請はフランスギャロにより却下され、また騎乗停止期間延長などの追加制裁も同じく却下されたため課されず、当初の制裁期間の通りに12月12日をもって騎乗停止が解除された。
- 松本剛志（岐阜県地方競馬組合）

同騎手は2022年12月2日、笠松競馬第10競走終了後に同僚騎手に罵声を浴びせ、唾液を吐きかける暴力的行為を行った。この一件に対し、同組合は競馬の公正を害したとして、2023年1月10日から13日まで4日間の騎乗停止処分を受けた。
- 寺島憂人（埼玉県浦和競馬組合）

同騎手は2021年10月31日夜、さいたま市内の路上で酒気帯び運転の道路交通法違反で検挙され、罰金刑に処されたが、その後の主催者への報告が著しく遅れた。これに対し同組合は重大な交通違反を起こしたことなど、競馬の信用を失墜させたとして、埼玉県浦和競馬組合地方競馬実施規則第77条第1項第7号の規定により、2023年4月24日から5月12日まで開催日15日間の騎乗停止処分を受けた。
- ヴァグネル・ボルヘス、シルベストル・デソウサ（英語版）（香港ジョッキークラブ）

同年4月26日にハッピーヴァレー競馬場で行われたコリア・レーシング・オーソリティ・トロフィーで、ボルヘスは自身が騎乗していたヤングブリリアント（7着）の馬券を何らかの方法で購入した疑い、また同じレースに騎乗（11着）していたデソウサはこれを唆し幇助した疑い（いずれも敗退行為<八百長>の疑い）が浮上した。香港ジョッキークラブは同クラブの懲罰部門からの告発を受けて調査した結果、裁決委員はこのレースでの騎乗ぶりに関しては「両騎手ともに最良の着順を得ることに全力を尽くす騎乗をしていたことが確認出来た」とした一方で、香港競馬法の59条3項の「免許を交付されているいかなる騎手も、開催されているレースの馬券を買うこと、あるいは、馬券を買うよう勧める行為を行なってはならず、馬券を買うことに興味をもつことも禁じる」行為に抵触する事が本人への聴取で認められたため、2023年5月12日からボルヘスは2024年5月12日まで1年間、デソウサは2024年3月12日まで10か月間の騎乗停止処分が科された。
- 吉田隼人

2023年6月4日の午後、阪神競馬場の同騎手が滞在していた調整ルームの備品のうち、洗面台の戸棚、テレビのリモコン、ゴミ箱が偶発的ではない壊れ方をしていたのを清掃スタッフが発見した。この件について後日、JRA側が同騎手に聴取したところ「自身の騎乗を含めたさまざまな不満、いら立ちが抑え切れなかった」ことに対し、自身が備品を損壊させた事実を認めた。この件に関して、日本中央競馬会競馬施行規定第147条第19号「競馬の公正確保について業務上の注意義務に違反した者」に該当すると認め、同年6月24・25日の2日間の騎乗停止処分が科された。
- 池添謙一、富田暁

両騎手は2024年6月24日夜、函館市内の飲食店で複数の騎手と会食後、互いに泥酔した状態で池添が富田に高圧的な態度で絡むなどの行為があり、耐えかねた富田が近くにあった池添のスマートフォンをテーブルに叩きつけたため、画面が破損した。この一件で両者が口論となり、一旦は関係者が引き離したが、翌日早朝に再び調整ルーム内のロビーで両者は再度口論となり揉み合いとなる粗暴な行為があった事が、同月26日に厩舎関係者からJRAへ情報が提供された。
JRAは関係者及び両者に聴取の結果、日本中央競馬会競馬施行規程第147条第20号「競馬の公正確保について業務上の注意義務を負う者としてふさわしくない非行のあった者」に該当するとして、池添は同年6月29日から7月7日まで開催日4日間、富田は同年6月29・30日の開催日2日間の騎乗停止処分が科された。
- ユーリ・ヤランガ（アメリカ合衆国）

2024年7月24日に開催されたマウンテニア競馬場での第8競走（詳細不明）で、ヨーヨーモンに騎乗していたヤランガは同じ競走に出ていた競走馬のラッキーステッパーに対して、意図的にダメージを与える目的で競走中に同馬の顔全体を鞭で殴打し、直後に同馬に騎乗していた騎手のルイス・ネグロンに対して肘鉄で攻撃する暴行を働いた（ただしこの肘鉄は命中せずに終わり、騎手の落馬も免れた）上に、直後に同馬に対して、アメリカ合衆国での競馬の規定では禁止されている行為である、自分の騎手の鞭を競走馬の頭の上より振り上げる行為もしたため、これが馬への虐待及び粗暴かつ極めて危険な行為とされて裁決委員に問題視され、審議の対象となった。その結果、1位入線した競走馬のヨーヨーモンを2位で入線した被害馬となったラッキーステッパーと着順を入れ替え、後者を勝ち馬と決定して前者を降着にしたと同時に、ヤランガに対して10日間の騎乗停止処分を下した。
- 角田大河

同騎手は2024年8月1日夜、自身が運転する自動車で同乗者1名を乗せて函館競馬場の馬場内に侵入し芝コースを走行した。通報を受けたガードマンによりゴール前付近で制止されたが、この行為により芝コースの一部を損傷させた。JRAによる現地で15分間行った事情聴取に対し、本人は「（当日、「函館港まつり」の初日に開催されていた）花火大会を見るため」と説明した。JRAは本事案について「騎手として重大な非行があったもの」と認められるため、日本中央競馬会競馬施行規程第148条第2項により、2024年8月3日から裁定委員会の議定があるまで騎乗停止となったが、8月10日にJRAより同騎手が死去した事が公表され、同日付で騎手免許取消となった。これにより同年9月13日にJRA側が本件に関する裁定委員会を開催しない事を決定している。
- 安部将之（オーストラリア）

同騎手は2023年2月26日から2024年1月30日までの間に、オーストラリア国内および国際競走について50回の賭博行為を行い、また自身が騎乗したレースで自身の騎乗していない別の馬にも賭博を行ったことで告発された。クイーンズランド州競馬公正委員会により2024年12月3日、競馬規則違反のため、2024年11月27日から2026年3月27日まで約16か月間の騎乗停止処分が科された。
- パコ・ロペス（アメリカ合衆国）

2024年12月3日に開催されたパークス競馬場での第5競走（詳細不明）で、ロペスが騎乗していた競走馬のナショナルローに対して、1着でゴール後に同馬の首付近を鞭で強く叩く行為を、アメリカ合衆国競馬公正安全局(HISA)が問題視し、翌日12月4日より、正式な処分が決定するまでの間、暫定的にロペスを騎乗停止処分とした。なお、アメリカ合衆国では全国的な競馬統括団体が存在していない。
- 長江慶悟（岐阜県地方競馬組合）

同騎手は2024年7月から12月の期間内に、調整ルーム内の他の騎手の居室に10回にわたり無断侵入したうえ、うち2回は居室の施錠時に管理人室から鍵を持ち出し、無断で侵入した。この行為は岐阜県地方競馬組合開催執務委員長指示事項に違反したとして、岐阜県地方競馬組合地方競馬実施条例施行規則により、2025年3月19日から4月1日まで開催日10日間の騎乗停止処分を下した。その後、長江は騎手免許の取消を申請し、同年4月16日付でNARにより免許が抹消され、引退となった。

### 開催期間中の通信情報機器の不適切使用
近年、通信情報技術の発達・普及により、携帯電話（スマートフォン）を安易に業務エリア内（競馬場・調整ルームなど）に持ち込むことが出来るため、本来外部との通信が制限される競馬開催期間内において、騎手による業務エリア内の通信情報機器の持ち込み、さらに不適切な通信・通話が行われ、それが発覚して騎乗停止処分となる例が近年、中央・地方、さらに若手・ベテラン騎手を問わず発生している。いずれの事案も暴力団関係者など反社会的な勢力などとの通信履歴は見られず、同僚騎手などといった競馬関係者との通話や自身のSNS更新などではあるが、開催期間中の「主催者の許可を得ない通信情報機器の使用」は内規で厳禁となっており、事案が判明次第（JRAの場合は）1か月前後の騎乗停止となる事が殆どとなっている。一方で隠蔽工作など「本会の騎手として重大な非行があった」と認められる場合は「裁定委員会の議定があるまで騎乗停止」となり、その後、裁定委員会の付託、審査を経て、処分内容が決定される（裁定委員会が開催される場合は基本的に「30日を超える騎乗停止」もしくは「免許取消」と処分が重くなる）。後述の通り、水沼、永野、小林、藤田の事案では「重大な非行」として、裁定委員会に事案が付託されている。
なお、JRAの例においては、競馬法や諸規定には、競馬開催期間中のスマートフォンなどの通信機器の使用に関する規定が明文化されておらず、これに違反する行為は「日本中央競馬会競馬施行規程」第147条第19項の「競馬の公正確保について業務上の注意義務に違反した者」、程度によっては同規程第20項の「競馬の公正確保について業務上の注意義務を負う者としてふさわしくない非行のあった者」を準用して、処分の対象となる。
なお、中央競馬に限り、例外的措置は取られており、希望者はJRAが用意した機能制限付きのタブレット端末(ipad)を所持することが可能で、（土・日曜日などで騎乗競馬場が異なる場合があるため）節内移動時の交通手段の確保、レース映像の確認などのために、ネット閲覧やアプリのインストールが制限された端末を使用することはできるため、JRAの介入の元で最低限の通信手段は確保されている。
特に2023年の若手騎手6名の同時処分（後述）以降、相次いで事案が判明し処分を受けるケースが続いており、主催者側も特に若手騎手に対しての指導や通常1か月程度の騎乗停止となるところを、長期間の騎乗停止（後述の水沼、小林の事案が相当）や翌年の騎手免許の更新について限定的な条件を付与すること（後述の和田の事案が相当）や、不許可（後述の櫻井、小林、千野の事案が相当）とする厳罰化も行っているものの、事案に歯止めがかからない状態となっており、公正確保の観点からさらなる対策が求められている。一方で海外競馬においては日本のような調整ルーム制度が存在せず、通信機器の持ち込みや通信を制限していない施行団体が多く、その海外競馬の勝馬投票券を日本でも販売していることから、現状の通信規制が法の趣旨などとそぐわない点も指摘されており、識者からは「エビデンスがないまま重罰を科しては若手騎手の生活の権利を奪うだけで、ルールを守る意識にはならないだろう。処分だけでは根本的な解決策になっていない」「スマホはもはや我慢すべき対象ではなく、生活に当たり前のものでルール自体が旧時代的」として、JRA側に対してルールの見直しを求める意見もある。また、処分の対象が騎手に限定されており、公正確保の観点から通信の相手とされる厩舎関係者についても調査・処分を求める意見も見られる。
相次ぐ騎手の通信機器持ち込み及び不正使用案件に対し、JRAは2024年10月9日に報道陣向けの説明会を実施した。後述の永野・小林両騎手の事案ではどちらも2台所持するスマートフォンのうち1台を預け入れ、もう1台を隠し持って調整ルーム内で使用していた「偽装工作」が行われたことが明らかになり「重大な非行」と認定した。そのうえで赤井誠・美浦トレーニングセンター公正室長は「研修が意味をなさなかったというところは、結果的にこういう事案を招いてしまいましたので、そこに関してはご指摘の通り。さらに何かをやらなければならないというのは、今後しっかりと考えていかないといけない」と謝罪した。説明会の席上、調整ルーム周辺に妨害電波を飛ばして物理的に外部との接触をジャマーを設置したうえで遮断（ジャミング）する提案も上がっている。
その後、JRAは同年11月15日の定例会見で相次ぐ騎手の通信機器使用の不適切事案に対し、携帯番号届出や所持数など使用状況の把握、調整ルーム入室時の手荷物検査などを検討していることを明らかにした。一方で騎手に対するメンタルヘルスケアサポートも実施されるとした。この対策強化策は同月28日に会見でJRAから正式に公表されたが、それから1か月も経たない12月15日、ベテラン騎手である岩田康誠が前日に騎乗予定の競馬場間の移動中に対策強化で禁止されているYouTube Musicを視聴していたことが判明したため、「通信機器（スマートフォン）を不適切に使用した」ことにより、翌15日から30日間の騎乗停止処分となる事案が発生している。しかし、この処分に対してはSNSでJRAの処分を肯定的に見る意見もある一方で、過剰な処分として批判する意見が噴出するなど、ファンの間で賛否両論の状態となっているほか、関係者内でも競馬開催当日にはこの処分に対して一部の騎手側から「無言の抗議」と推測されるアクションも起きており、依然として問題解決に至っていない。

#### 騎乗停止処分を受けた主な騎手
判明している騎乗停止となったものとして、以下の事例が挙げられる。
- 原田敬伍

本来は競馬開催前日から、調整室での外部第三者への連絡・接触が厳禁されているにもかかわらず、2013年6月28日に栗東トレーニングセンター調整室で携帯電話からTwitter（現：X）で第三者と連絡を取り合っていたことがこれに違反したとして同7月6日から8月4日の30日間（開催日10日間相当）の騎乗停止を受けた。
- クリストフ・ルメール

同騎手は2015年3月1日より、中央競馬の通年騎乗が可能な通常騎手免許を取得し、この日から中央競馬の騎手としてデビューすることになっていたが、前日の2月28日の阪神競馬場の騎手調整室内で、本来外部との連絡をすることを禁じているにもかかわらず、携帯電話からTwitter（現：X）で知人と連絡（リツイート）した事実が発覚したため、競馬施行規定に抵触する重大な注意義務違反として即日処分が適用され、3月1日から30日までの30日間（開催日9日間含む）の騎乗停止となった。このため、3月1日に騎乗する予定だった6鞍はすべて騎手変更となった。
- 丸山元気

同騎手は2016年10月1・2日の中山競馬に騎乗していたが、1日の最終騎乗となった第9競走終了後に、自らが騎乗していない同日の優勝馬担当厩務員に祝福メールを送信。そのメールを厩務員がTwitterに載せたことで、競馬場内での競馬開催期間中の通信機器の不適切な使用が発覚した。JRAはこの事に関して同月8日から同年11月6日まで30日間の騎乗停止処分を科した。なお、即刻騎乗停止が適用されなかった理由は同年4月1日付の競馬施行規定改正で、騎乗停止処分が「制裁についての不服申し立て」の対象となり、週明けの同月3・4日が不服申し立て期間となったためである。
- 矢野貴之（特別区競馬組合/東京都騎手会）

同騎手は2022年7月6日の川崎競馬において、騎手控室に持ち込みが禁止されている通信機器を持ち込んでいたことが判明。このため、同日の川崎競馬の騎乗予定であった4鞍（スパーキングレディーカップで有力馬であったサルサディオーネも含む）が「公正確保」のため、騎手変更となった。その後、神奈川県川崎競馬組合は調整ルームに関する開催執務委員長指示事項違反として、同騎手に対し同日から同月19日まで開催日10日間の騎乗停止処分を科した。なお、通信機器の通信履歴等の調査を行った結果、騎乗依頼仲介者との騎乗調整に対する返信のみで、競馬の公正を損なう通信は認められなかったが、重大な規律違反があった事から騎乗停止期間満了後も同騎手より同年8月13日まで騎乗自粛を申し出ている。
- 今村聖奈、河原田菜々、小林美駒、角田大河、永島まなみ、古川奈穂

角田を除く前述5名の騎手は2023年4月23日、騎乗する競馬場（今村は京都、それ以外の騎手は福島）の騎手控室にスマートフォンを持ち込み、インターネットのレース動画を閲覧した。また、今村は動画閲覧に加え、前日となる同月22日に滞在中の調整ルームで、別に京都市内の認定調整ルームに滞在中であった角田と通話を行った。これらの行為は同月23日に福島競馬場の開催執務委員から採決委員に「スマートフォン使用の疑いがある」との報告があり、各騎手への聞き取りと履歴調査により判明したものである。
これらの行為は開催日における騎手の通信機器・スマートフォンの不適切使用となり、日本中央競馬会施行規定第147条第19号「競馬の公正確保について業務上の注意義務に違反した者」に相当するため、2023年5月13日から6月11日までの30日間（開催日10日間）の騎乗停止となった。なお、本案件は競馬法違反や非行ではなく「業務上の注意義務違反」と見做されたことから、不服申し立て期間が配慮され、即刻騎乗停止ではなく翌競馬開催週が騎乗停止の始期となった。中央競馬において同時期に6人の騎手が「公正確保に対する注意義務違反」で騎乗停止処分を受けた事は前例がなく極めて異例の事態となった。
これらの経緯が発生した背景として、JRA審判部長によれば、同騎手らが「通信機器の使用に関してルールをしっかり把握しておらず、誤った解釈をしていた。外部や第三者との連絡はダメということで、騎手同士でするものは許されるのではないかという誤った解釈があった」とされている。また「ジョッキールームは男子、女子と別れていて男子はジョッキーの数も多い。女性ジョッキーは6人しかおらず閉鎖した空間で、我々も入りづらい。管理ミスもあったと思っています」と説明しており、その上で「管理が足りなかった部分はあります。調整ルームの管理を厳しくする。持ち出しをさせない。巡回も含めて監視体制を強化することで進めていきたい」とした。また、JRAでは全騎手を対象に聞き取りを行い、必要ならスマートフォンの履歴も調べる方針とした。
- 櫻井光輔（神奈川県川崎競馬組合）

同騎手は2023年1月から10月までの間、川崎競馬開催中において、調整ルーム入室に際し通信機器（携帯電話）を同組合へ預けるべきところ、ダミーの携帯電話を預けたうえで自身の携帯電話を持ち込み、場内の業務エリア内などで通信を行っていたことが判明した。また、組合の聴取に際して虚偽の供述も行っていたこともあわせて判明した。同騎手への聴取ならびに通信機器の通信記録を調査した結果、競馬の公正を損なう通信は見られなかったが、神奈川県川崎競馬組合は開催執務委員長指示事項違反（通信機器の騎手調整室及び競馬場業務エリアへの持ち込み）として、2023年12月28日から2024年2月5日までの開催日30日間の騎乗停止処分を科した。なお、櫻井は2024年3月31日付で次年度（2024年度）の騎手免許が更新されず、約1年間厩務員として従事したのち、2025年度の騎手免許試験に合格し、2025年4月1日より再び騎手に復帰することとなった。
- 水沼元輝

同騎手は2024年5月31日、同月24日から26日までの競馬開催期間中に美浦トレーニングセンターおよび東京競馬場の調整ルーム居室内に通信機器（スマートフォン）を持ち込み、使用していた事実が判明した。この事は「騎手として重大な非行があったもの」と認められるため、裁定委員会に事案を送付の上で、日本中央競馬会競馬施行規程第148条第4項に基づき、2024年5月31日から裁定委員会の議定があるまで暫定的に騎乗停止処分となった。
翌6月1日にJRAが会見で明らかにした事案の詳細では、前年に起きた6騎手の情報端末の業務エリア持ち込み事案を受けて、開催期間中に騎手は調整ルームなどの業務エリアへの入室の際は通信機器は専用ロッカーに預けることを義務づけていたが、同騎手は開催日の5月26日に「携帯電話を預けるふりをしてケースのみをロッカーに入れ、携帯電話を持ち込んでいた」とされる。その日の午前に美浦トレセンの調整ルームのロッカーにスマートフォンを預けておらず、その後、東京競馬場の同室へ入室した際も預けていなかった事実が発覚した。本人を事情聴取したところ、美浦トレセン、並びに東京競馬場の調整ルーム居室内で飲食店の予約やTikTokなどのインターネット、SNSの閲覧でスマートフォンを使用していた事実が確認された。このことから採決委員は「ケースのみを預けるなど偽装工作があり、悪質性が高い」として「騎手として重大な非行があったもの」と判断した。その後、7月に裁定委員会による追加の事情聴取が行われ、調査の結果、2024年3月2日から同年5月26日までの間、調整ルーム入室義務期間中にトレーニング・センターおよび競馬場の調整ルームの居室内に複数回にわたりスマートフォンを持ち込み、Webサイト等の閲覧を継続的に行った事、また同年5月26日の東京競馬に騎乗のところ、前日に美浦トレーニング・センター調整ルームの居室内で他者との通話および通信を行ったことが確認された。
同年7月9日の第2回裁定委員会による議定の結果、本会の騎手として重大な非行があったものと認め、日本中央競馬会競馬施行規約第67条第17号および同規約第147条第20号により、2024年5月31日から2025年2月28日まで約9か月間の騎乗停止処分となった。なお、水沼は2025年の騎手免許更新試験には合格している。
- 和田譲治（特別区競馬組合/東京都騎手会）

同騎手は2024年6月30日、船橋競馬開催期間中に通信機器（スマートフォン）を業務エリア内に持ち込んだことが判明し、開催執務委員長指示事項違反として同年6月30日から開催日10日間の騎乗停止処分を受けた。船橋競馬によれば、同騎手はスマートフォンを目覚まし代わりに使用したとしていた。騎乗停止期間満了後も本人申し出により当面の間、騎乗を自粛することとなった。
その後、指導監督者である特別区競馬組合が通信履歴の調査を行った結果、同年3月1日から6月30日の大井競馬開催期間中の騎手調整ルーム入室義務期間中に通信機器を騎手調整ルームに持ち込み、競馬関係者と22回通信をしていたことが確認された。この行為は騎手としての信用失墜行為があったものと認め、特別区競馬組合競馬実施規則第73条第1項第1号の規定に基づき、同年9月2日から10月10日まで実効30日間の騎乗停止処分を科した。なお、和田は翌2025年度の騎手免許更新試験では免許試験委員会での審議が行われた結果、同年3月中に誓約書を提出する事が求められた上に、合格した場合は同年度は所属の大井競馬場限定免許となる条件付きでの交付となった。
- 永野猛蔵、小林勝太

永野は2024年10月5・6日の東京競馬開催中に調整ルーム内に通信機器（スマートフォン）を持ちこみ、厩舎関係者と通信していた事実が判明した。また、小林は永野の調査過程において、同年9月27日に美浦トレーニング・センター調整ルーム居室内に通信機器（スマートフォン）を持ち込み、永野と通信していた事実が判明した。永野・小林の両騎手に対し、本会の騎手として重大な非行があったものと認められるため、日本中央競馬会競馬施行規程第148条第2項により本事案について裁定委員会に送付するとともに、同条第4項により同年10月8日から裁定委員会の議定があるまで両騎手の騎乗を停止した。
その後の調査により、永野は2023年5月26日から2024年10月6日までの期間で継続的に調整ルームで通信機器を使用していたことが判明。1台目のスマートフォンをロッカーに預け、2台目を持ち込みしていたことが判明した。加えて、自身の骨折休業中に親族へ馬券の予想行為を行っていた事も判明した。永野に関しては発覚の段階で騎手引退の意向が示され、引退届も出したが、裁決委員は永野の引退届を受理せず、裁定委員会に掛けることとした。その後同年11月13日に第1回裁定委員会が実施され「本来であれば12カ月間の騎乗停止処分」相当とされた。同日、JRAは永野から提出された騎手免許取消申請を受理し、騎手引退となった。永野については騎手免許を取消したため、この件に伴う制裁は行われない。なお、永野は2025年より佐賀競馬場で厩務員として従事しているが、就業前に本事案に関して面接による調査が主催者（佐賀県競馬組合および地方競馬全国協会）によって行われており、永野の反省の態度を考慮したうえで従事に問題ないとして厩務員として認定され、さらに競馬開催日にはバレットも兼務している。
また、小林は同年11月28日に行われた第2回裁定委員会で、前出の通り、調整ルーム入室義務期間中にトレーニング・センター及び競馬場の調整ルームの居室内へ継続的にスマートフォンを使用していたことに加え、同年10月7日の事情聴取の際に、虚偽の申告をして当該スマートフォンを提出せずに証拠隠滅を図った事実が認定され、日本中央競馬会競馬施行規約第67条第17号及び日本中央競馬会競馬施行規程第147条第20号により、事案判明時点に始期を遡及して、2024年10月8日から2025年10月7日まで1年間の騎乗停止処分とした。過去に判明している平成以降の騎乗停止事案としては前出の水沼の事案を超えて最長期間となった。その後、小林は2025年の騎手免許試験に不合格となり更新できず、同年3月1日付で免許が失効した（その後、調教助手に転業している）。JRAでの現役騎手の騎手免許試験で不合格となる事例は平成以降では初の事例となった。
- 藤田菜七子

同騎手は2024年10月9日配信の『文春オンライン』では、「藤田が、通常調整ルーム内にいる時間帯に、外部とメッセージのやりとりや通話をしていたことを確認」と報道された。JRAは藤田に関しても調査を実施した結果、2023年4月頃まで複数回にわたり、調整ルーム居室内に通信機器（スマートフォン）を持ち込み、通信していたことが判明した。藤田についても本会の騎手として重大な非行があったものと認められるため、日本中央競馬会競馬施行規程第148条第2項により本事案について裁定委員会に送付するとともに、同条第4項により2024年10月11日から裁定委員会の議定があるまで同騎手の騎乗を停止した。藤田の件に関してはこの時点では「（「文春」の報道を受けて）1年以上前の事案に対し遡及しての騎乗停止処分」と見られていたため、藤田の師匠である根本康広調教師などの関係者や一部のSNSではJRA側の対応を批判する意見も上がった。その後、藤田はJRAに騎手免許取消申請を行い、同月11日付で騎手を引退したため、裁定委員会の開催も見送りとなる。
藤田の経緯に関して、申請を受理した同日にJRAは経緯説明を行った。松窪隆一審判部長が明らかにしたところによれば、前年5月に判明した若手騎手6名の事案（前述）を受けて、所属各騎手に通信機器の持ち込みに関して聞き取り調査を行い、その際、藤田が自己申告して通信機器を持ち込み、動画などを視聴していたことを把握。この時点で当時は「ルーム内での通信」が禁止事項であって、ルーム内への端末持ち込み自体は禁止されていなかったことと、当時すでにスマホ持ち込み禁止だったスタンド内騎手ルームへの持ち込みはなかったことから、JRAは厳重注意処分とし「指導であり注意。施行規程上の処分ではない」と外部へ公表せず、藤田も聴取に際して「外部との通信がなかった」旨を証言して、調書に押印していた。しかし「文春」の報道を契機に改めて調査を行ったところ、関係者との外部との通信が判明し「当時の聴き取り調査では、他者との通信はしていないと言っていたが本当はそういうことがあった。虚偽の申告をしていたことが大きかった」として、裁定委員会への付託を決定したことを明らかにしており、根本側の主張と認識が異なる見解を示している。
- 横山琉人、佐々木大輔

両騎手は前述の永野と小林の事案に関連して調査の結果、以下の事実が判明した。横山は2024年3月16日および5月25日、自身の調整ルーム入室義務期間外に、入室義務期間中の永野と通信していた事実が判明した。また、佐々木は2024年5月4日および同月17日、調整ルーム入室義務期間中に、小林がスマートフォンを使用して他者と通信する場に同席し、小林の通信行為に間接的に関わっていた事実が判明した。この事について、本会の騎手としてふさわしくない非行があったものと認められるため、裁決委員は、日本中央競馬会競馬施行規程第147条第20号により、両騎手を2024年11月14日から同年12月13日まで、30日間の騎乗停止とした。なお、裁決委員の専権の最大期間の騎乗停止処分範囲内での処分となったため、裁定委員会にこの事案を送ることは見送った。
- 岩田康誠

同騎手は2024年12月14日の中京競馬騎乗後、翌15日騎乗予定の京都競馬場へ移動の際、スマートフォンの不適切な通信が確認されたため、2024年12月15日から2025年1月13日まで30日間の騎乗停止処分となった。騎乗停止は即日適用され、当日の騎乗予定であった7鞍（朝日杯フューチュリティステークスを含む）が騎手変更となった。近年の相次ぐ不適切使用事案の防止対策を同年11月28日に発表しており、岩田の事案は対策発表後の最初の処分対象者となった。赤井誠・美浦トレーニングセンター公正室室長が公表した内容によれば、移動の際に自身のスマートフォンでYouTube Musicを再生して音楽を聴いていたとされており、JRAの内規で競馬開催期間中のYouTube視聴については「YouTubeに関してはコメント投稿機能がある。原則、コメントのやり取りができるアプリは使用禁止にしている」としていることから、処分対象となった。
- 千野稜真（埼玉県浦和競馬組合）

同騎手は2024年10月から2025年1月にかけて、調整ルーム内に通信機器（スマートフォン）を持ち込み、監督者の許可を受けずに所定の場所以外で連絡を行ったこと、また他場開催に伴う騎手の自宅待機中に主催者、調教師以外と連絡を行った事が判明した。埼玉県浦和競馬組合は競馬の信用を失墜させたして、同組合地方競馬実施規則第77条第1項第10号の規定により、同騎手を2025年3月10日から同年4月18日まで、30日間の騎乗停止とした。なお、千野は2025年の騎手免許更新が認められなかった。
- 岡部誠（愛知県競馬組合）

同騎手は2025年4月から5月にかけて、笠松競馬（岐阜県地方競馬組合）調整ルーム管理要綱において定められた通信機器による通信が禁止されている時間帯に計15件の通信を行った事実が確認された。同騎手は笠松競馬所属外騎手であったため、開催執務委員長の許可を受ける形で調整ルーム入室が免除（自宅などを認定調整ルームと指定）されていたが、その期間内も所属騎手同様に通信は禁止されており、これに違反して通信を行っていたものであった。なお、本人への聴取および通信機器の通信記録から、競馬の公正を害する通信は認められなかった。6月上旬にこの事実が判明し、同騎手が所属する愛知県競馬組合は同月3・4・5日の名古屋競馬の予定していた騎乗について「騎手変更命令」により騎手変更とし、同月6日以降は処分が決定するまで騎乗を拒否する事態となっていたが、同年7月8日、岐阜県地方競馬組合は処分委員会を開催し、行政手続法に規定する手続きを経て、同月25日付で同騎手に対し東海地区の非競馬開催日を除き、同年7月25日から11月18日まで60日間の騎乗停止処分とした。なお、岡部も同年7月末に満了を迎える騎手免許更新が認められず、同年8月1日付で免許失効となる。